# Laurent Lafitte
Laurent Lafitte (Fresnes, 22 de agosto de 1973) es un actor y humorista francés, conocido por ser el protagonista de L'heure de la sortie (La Última Lección)  y por protagonizar junto a Omar Sy las dos de Incompatibles (2022).

## Biografía
Es hijo de un distribuidor de propiedad, Laurent creció en el 16 ° distrito de París, descubriendo el teatro a través de las comedias televisadas en bulevar.  Se formó como actor en la escuela Cours Florent y en el Conservatorio Nacional Superior de Arte Dramático de París. Posteriormente, estudió baile y cantó en la Guilford School of Acting en Gran Bretaña.
En 1993, él alcanzó cierta popularidad al protagonizar una comedia francesa. Lafitte ha aparecido en 5 series y 47 películas. Una actuación que se encuentra en el papel de Bernard Tapie en la serie Tapie. En el cine, como François Monge en el largometraje Loin du périph, principalmente interpreta muchos papeles secundarios en el cine y la televisión.
En 2016, fue elegido para presentar la ceremonia de apertura y clausura de la 69.ª edición del Festival de Cannes. El mismo año, fue aclamado por su papel de Patrick en 'Elle' de Paul Verhoeven' junto a Isabelle Huppert, una película con la que consiguió la nominación a Mejor Actor Secundario. En 2017, fue nominado de nuevo al César por su trabajo en el drama 'Nos Vemos Allá Arriba' de Albert Dupontel.

## Filmografía

### Cortometrajes
- 1992 : Sur le fil de la lame de Bertrand Weissberger
- 2001 : Boomer de Karim Adda : Didier
- 2007 : J'ai plein de projets de Karim Adda
- 2007 : La 17e marche de Karim Adda
- 2013 : Clean de Benjamin Bouhana : Éric

### En la comedia francesa
- 2012 : Le Mariage de Nicolas Gogol en el Théâtre du Vieux Colombier - Mamimine
- 2013 : Candide de Voltaire en Studio-Théâtre
- 2013 : La Tête des autres de Marcel Aymé - Valorin
- 2013 : Le Système Ribadier de Georges Feydeau en el Théâtre du Vieux Colombier
- 2014 : El sueño de una noche de verano de William Shakespeare en el  Salle Richelieu
- 2015 : Romeo y julieta de William Shakespeare en el Salle Richelieu.

### Como actor de doblaje
- 2013 : Turbo : Theo alias « Turbo »
- 2014 : Astérix : Le Domaine des dieux 3D : Duplicatha
- 2015 : El principito : El vanidoso

## Radio
- 2012 : À votre écoute, coûte que coûte en France Inter

## Reconocimiento
- César al mejor actor de reparto por Elle (Pendiente).